# Альфонсо III (король Арагону)
Альфонсо III Щирий (ісп. Alifonso III o Franco; 4 листопада 1265 —18 червня 1291) — король Арагону і Валенсії, граф Барселони у 1285—1291 роках, король Майорки у 1286—1291 роках. Мав інше прізвисько «Ліберал».

## Біографія
Походив з Барселонської династії. Син Педро III, короля Арагону і Валенсії, граф Барселони, й Констанції Гогенштауфен.
Альфонсо III дісталися в спадок від батька внутрішні чвари зі знаттю, що об'єдналася з городянами в Унію, і війна на Сицилії. 1285 року в Тарасконі було підписано договір, за яким королем Сицилії був визнаний брат короля Хайме. Цю угоду підтверджено кортесами Сарагоси і Оски 1286 року.
У 1287 році король дарував знаті нові привілеї (Велика хартія вольностей Арагону). Відтепер він був повинен просити думки кортесів при вирішенні важливих державних справ і не міг піддати кримінальному покаранню нікого з членів Унії без згоди верховного судді. В іншому випадку Унія могла позбавити його престолу. Незважаючи на анархію, Альфонсо III зумів зібрати військо задля захоплення Балеарських островів: у 1285—1286 роках перемігти свого стрийка Хайме II, короля Майорки, у якого відняв острова Майорка і Ібіца. У 1287 році підкорив мусульманську державу на острові Мінорка.
У 1286—1287 роках спрямував війська і флот до Алжиру і Тунісу, в результаті чого еміри Тлемсена і Туніса визнали зверхність Арагону. У 1288 році підтримав Альфонсо де ла Серду проти Санчо IV, короля Кастилії. У зв'язку з цим розпочалася війна між Арагоном і Кастилією. Вона тривала до вересня 1290 року, але Альфонсо III не зміг досягти успіху, відступившись від свого претендента на кастильський трон.
Незадовго до смерті намагався замиритися з Папською державою і королівством Франція, тому відмовився від підтримки свого брата Хайме Сицилійського (землі останнього папа римський намагався передати королівству Неаполь). При цьому Франція відмовлялася від прав на Арагон, Альфонсо III підтверджував залежність від Риму. У 1291 році король помер, а владу успадкував брат Хайме, король Сицилії.

## Сім'я
Дружина — Елеонора, донька Едуарда I Плантаганета, короля Англії. Дітей не мав.